# Cornelis sjunger Povel
Cornelis sjunger Povel är ett album av Cornelis Vreeswijk från 1981 där Cornelis tolkar visor och texter av Povel Ramel. Cornelis sjunger Povel inbegriper 2 LP-skivor: Alla har vi varit små och The gräsänkling blues. Kom även ut som dubbel-LP

## LåtlistaAlla har vi varit små
Alla sångerna är skrivna av Povel Ramel.

### Sida A
1. Alla har vi varit små – 4:10
2. Tänk dej en strut karameller – 3:52
3. Varför är där ingen is till punschen? – 5:00
4. Den sista jäntan – 5:40

### Sida B
1. Johanssons boogie woogie-vals – 2:50
2. Måste vägen till Curaçao gynga så? – 3:30
3. Turion, Turion vem står i tur? – 2:15
4. Sommartrivialiteter – 3:43
5. Sorglösa brunn – 6:05

## LåtlistaThe Gräsänkling Blues
Sångerna är skrivna av Povel Ramel om inte annat anges.

### Sida A
1. The Gräsänkling Blues – 4:17
2. En schlager i Sverige – 3:22
3. The Purjolök Song – 4:15
4. Törstigaste bröder – 4:21
5. Hommage till Povel (Cornelis Vreeswijk) – 1:32

### Sida B
1. Tjo va' de' va' livat i holken i lördags – 3:00
2. Underbart är kort – 3:08
3. En vilsen folkvisa – 3:30
4. De sista entusiasterna – 3:34
5. Håll musiken igång – 4:14